# Tygers of Pan Tang
Tygers of Pan Tang ist eine britische Heavy-Metal-Band. Der Name der Band stammt aus dem Roman Stormbringer von Michael Moorcock.
Die Band kombiniert den Heavy Metal früherer Bands wie Black Sabbath und Deep Purple mit Punk-Rock.
Diese neue Stilrichtung wurde allgemein als New Wave of British Heavy Metal (NWoBHM) bekannt, zu deren Vertretern u. a. auch Bands wie z. B. Diamond Head, Iron Maiden, Saxon und die frühen Def Leppard gezählt werden.

## Geschichte
Die Band wurde 1978 von Jess Cox (Gesang), Robb Weir (Gitarre), Richard Laws a.k.a. Rocky (Bass) und Brian Dick (Schlagzeug) in Whitley Bay im Nordosten Englands gegründet. Ihr erstes Album Wild Cat erschien 1980 und stieg bis auf Platz 18 der britischen Albumcharts. Nach Erscheinen des Albums wurde John Sykes 1980 als zweiter Gitarrist engagiert. Jon Deverill ersetzte Cox 1981, der nach musikalischen Differenzen aus der Band schied. In dieser Besetzung erschienen im selben Jahr das zweite Album Spellbound, das Platz 33 erreichte, und das dritte Album Crazy Nights (Platz 51).
Sykes verließ im Jahr 1982 die Band und ersetzte Snowy White bei Thin Lizzy; er wurde seinerseits durch Fred Purser ersetzt. Im selben Jahr veröffentlichte die Band ihr bestverkauftes Album The Cage, mit dem man Platz 13 der Charts errang und das den noch mit Sykes eingespielten Hit Love Potion # 9 (Platz 45 der Single-Charts) enthält. Bei diesem Album bediente sich die Band erstmals externer Songschreiber. Jedoch hatte sich die Gruppe mit dem sehr kommerziell gehaltenen Album sehr von ihrem ursprünglichen Stil entfernt und löste sich Ende 1983 aufgrund von Management- und Label-Problemen offiziell auf. Im Jahr darauf erschien ein Best-of-Album.
Von 1983 bis 1984 traten Robb Weir und Brian Dick zusammen mit Tony Liddle (Gesang), Tony Curry (Bass) und Steve Lamb (Gitarre) sporadisch unter dem Namen Tygers of Pan Tang auf.
1985 formierten Deverill und Dick mit den Gitarristen Steve Lamb und Neil Shepherd sowie Dave Donaldson am Bass eine Neuauflage der Tygers of Pan Tang unter Beteiligung des Mainstream-Produzenten Steve Thompson, die sich aber nach zwei erfolglosen Alben 1987 wieder trennte. Zwischenzeitlich versuchten Weir und Cox 1986 zusammen mit dem Bassisten Brian Emerson unter dem Namen Tyger Tyger eine Wiederbelebung der alten Band. Das Projekt war jedoch nur von kurzer Dauer. Lediglich der Titel Small Town Flirt ist als einziger Song dieses Projekts (auf dem Album First Kill) veröffentlicht worden.
Nachdem nach 1987 von der Gruppe jahrelang kein Lebenszeichen mehr zu hören war, bekam Gründungsmitglied Jess Cox im Jahr 1999 das Angebot für einen Auftritt der Tygers beim Wacken Open Air. Da Dick und Laws nicht zur Verfügung standen, wurden Cox und Weir als verbliebene Gründungsmitglieder von drei Musikern der britischen Heavy-Metal-Gruppe Blitzkrieg – u. a. das spätere Bandmitglied Gavin Gray – bei dem Open-Air-Auftritt und den Aufwärm-Gigs unterstützt. Auf dem Programm für das Wacken Open Air standen neben ihrem früheren Hit Love Potion # 9 ausschließlich Songs der Gründungsbesetzung der Band.
Nachdem Robb Weir dadurch auf die Idee zu einer Wiederbelebung der Tygers gekommen war, setzte er diese Idee 2001 um. Außer Robb Weir gehörten der Gruppe Sänger Tony Liddle (vorher Bassist und Sänger bei Angel Witch), Bassist Brian West, Schlagzeuger Craig Ellis und Gitarrist Dean Robertson an. Noch im selben Jahr würde Sänger Liddle nach nur einem Album und zwei Auftritten durch Richie Weeks ersetzt. Nach weiteren Umbesetzungen ist die Band mit dem 2004 zu ihr gestoßenen Sänger Jacopo Meille und dem neuen Bassisten Gavin Gray sowie dem neuen Gitarristen Micky Crystal immer noch aktiv.
Im Laufe der Zeit erschienen auch verschiedene Alben mit bis dahin unveröffentlichten Aufnahmen der ursprünglichen Band.
Die Band absolvierte 2014 einige Auftritte in Deutschland. 2019 spielte die Band ein Konzert auf dem Rock Hard Festival, das vom WDR-Rockpalast aufgezeichnet wurde.

## Diskografie

### Alben
- 1980: Wild Cat (MCA Records)
- 1981: Spellbound (MCA Records)
- 1981: Crazy Nights (MCA Records)
- 1982: The Cage (MCA Records)
- 1985: The Wreck-Age (Music for Nations)
- 1987: Burning in the Shade (Zebra Records)
- 2001: Mystical (Z Records)
- 2003: Noises from the Cathouse (Communiqué Records)
- 2008: Animal Instinct (Livewire), 2009 wiederveröffentlicht als Animal Instinct x 2
- 2012: Ambush (Night of the Vinyl Dead Records), 2020 wiederveröffentlicht
- 2016: Tygers of Pan Tang (Target Group Aps (Soulfood))
- 2019: Ritual (Target Records)
- 2023: Bloodlines (Mighty Music)

### Live
- 1981: BBC in Concert
- 2001: Live at Wacken
- 2001: Live at Nottingham Rock City
- 2003: Live in the Roar
- 2005: Leg of the Boot: Live in Holland

### EP
- 2007: Back And Beyond
- 2010: The Wildcat Sessions
- 2011: The Spellbound Sessions
- 2014: The Crazy Nights Sessions
- 2022: A New Heartbeat

### Videoalben
- 2003: Visions from The Cathouse
- 2003: Live
- 2009: Live at Berlin Studios